# یواس‌اس تریت (ای‌ام-۱۲۴)
یواس‌اس تریت (ای‌ام-۱۲۴) (به انگلیسی: USS Threat (AM-124)) یک کشتی بود که طول آن ۲۲۱ فوت ۳ اینچ (۶۷٫۴۴ متر) بود. این کشتی در سال ۱۹۴۲ ساخته شد.